# Eiskalte Spur
Eiskalte Spur – Die Göhrde-Morde und die verschwundene Frau ist ein dreiteiliger Dokumentarfilm des deutschen Regisseurs Björn Platz aus dem Jahr 2019. Er wurde erstmals am 27. September 2019 im Programm des NDR ausgestrahlt.

## Inhalt
Der Film erzählt die Geschichte des Kriminalisten und ehemaligen Leiters des Landeskriminalamts Hamburg, Wolfgang Sielaff, der ab 2002 jahrelange private Recherchen bezüglich der Ermordung seiner Schwester Birgit Meier unternahm und dabei mit hoher Wahrscheinlichkeit Kurt-Werner Wichmann als den Täter der 1989 begangenen Göhrde-Morde ermitteln konnte.

## Teile
| # | Name                | Dauer   |
| - | ------------------- | ------- |
| 1 | Tödlicher Sommer    | 47 min. |
| 2 | Das Kernteam        | 33 min. |
| 3 | Menschliche Knochen | 36 min. |

## Kritik
Harald Keller kommt in seiner Filmkritik beim Internetjournal Medienkorrespondenz, in der er ausführlich auf die Hintergründe und die Produktionsgeschichte der Serie eingeht, zu dem Schluss:
„Unabhängig von den gezeigten spektakulären Verbrechen ist der vom NDR eigenproduzierte Film sehenswert, weil er die Arbeit und Strukturen der Strafverfolgungsbehörden frei von den dichterischen Freiheiten der üblichen Fernsehkrimis vorstellt. Kenntlich wird die Diffizilität forensischer Detektivarbeit, das komplexe Zusammenspiel verschiedener Fachrichtungen.“